# クルゼーロ (飛行艇)
クルゼーロは、テレビアニメ『天空のエスカフローネ』に登場する快速飛行艇の名前。
浮き岩を二個並列に備え、商船で一般的な帆走のみならず機走を併用することで高速を得ている軍用艇。アレン・シェザールの任地であるカステーロ砦に配備されており、アレンの指揮のもと、ガデス軍曹以下の乗組員が運用している。
監督の赤根和樹はサッカーファンとして知られており、クルゼーロの名はサッカークラブのクルゼイロに由来する。続く『ジーンシャフト』では、さらなる用語の引用が見られる。